# Šúeiša
Šúeiša (japonsky 株式会社集英社, Kabušiki gaiša Šúeiša; v zahraničním prostředí psáno jako Shueisha Inc.) je jedno z nejvýznamnějších současných japonských nakladatelství. Společnost byla založena roku 1925 jako odnož japonského nakladatelství Šógakukan, která se měla zaměřit na vydávání beletrie. O rok později se však Šúeiša stala samostatnou, nezávislou společností.
V současné době se Šúeiša zaměřuje především na manga časopisy; mezi nejznámější patří Šúkan šónen Jump, Šúkan Young Jump, Non-no nebo Ultra Jump. Své sídlo má v čtvrti Čijodě v Tokiu.